# 연곡면
연곡면(連谷面)은 대한민국 강원특별자치도 강릉시에 위치한 면으로, 인접한 사천면과 마찬가지로 해안도로와 국도 제7호선이 통과한다. 또한 동해고속도로도 연곡면을 통과한다.

## 개요
연곡면은 일찍이 대현 율곡 이이가 이곳을 맑은 폭포와 기암괴석 등 금강산의 아름다운 비경을 지니고 있다 하여 소금강이라 명명한 곳으로 알려져 있다.

## 행정 구역
| 법정리 | 한자명 | 행정리                                      |
| ------ | ------ | ------------------------------------------- |
| 동덕리 | 冬德里 | 동덕1리, 동덕2리                            |
| 방내리 | 坊內里 | 방내1리, 방내2리                            |
| 삼산리 | 三山里 | 삼산1리, 삼산2리, 삼산3리, 삼산4리          |
| 송림리 | 松林里 | 송림1리, 송림2리                            |
| 신왕리 | 新旺里 | 신왕리                                      |
| 영진리 | 嶺津里 | 영진1리, 영진2리, 영진3리, 영진4리, 영진5리 |
| 유등리 | 柳等里 | 유등리                                      |
| 퇴곡리 | 退谷里 | 퇴곡1리, 퇴곡2리                            |
| 행정리 | 杏亭里 | 행정1리, 행정2리                            |

## 교육
- 연곡초등학교
- 신왕초등학교